# Міхал Марцяник
Міхал Марцяник (словен. Michał Marcjanik, нар. 15 грудня 1994, Гдиня, Польща) — польський футболіст, центральний захисник клубу «Арка» Гдиня.

## Ігрова кар'єра

### Клубна
Міхал марцяник є вихованцем футбольної академії клубу «Арка» зі свого рідного міста Гдиня. З 2010 по 2013 роки футболіст грав у молодіжній клубній команді. Першу гру в основі захисник зіграв у липні 2013 року у матчу на Кубок Польщі. У чемпіонаті країни Марцяник дебютував у вересні того року у матчі проти «Белхатув». Сезон 2015/16 «Арка» закінчила на першому місці у Першій лізі і наступний сезон Марцяник розпочав вже у Екстракласі у липні 2016 року матчем проти «Термаліка Брук-Бет».
За результатами сезону 2016/17 Марцяник разом з «Аркою» виграв Кубок країни, а згодом і Суперкубок Польщі. А також дебютував у матчах єврокубків у кваліфікації до Ліги Європи.
У 2018 році як вільний агент Марцяник підписав трирічний контракт з італійським клубом «Емполі» але так і не зміг зіграти жодного матчу в новій команді і змушений був відправитися в оренду. Після сезону в оренді у складі «Вісли» (Плоцьк), влітку 2020 року Марцяник повернувся до складу «Арки».

### Збірна
В сезоні 2016/17 Міхал Марцяник зіграв дві гри у молодіжній збірній Польщі.

## Титули
Арка
 Переможець Кубка Польщі: 2016/17
 Переможець Суперкубка Польщі: 2017